# ویلوکی
ویلوکی (به لاتین: Wiluki) یک روستا در لهستان است که در گمینا دوبیچه تسرکیونه واقع شده‌است.